# Ричардсон, Джон (актёр)
Джон Ричардсон (англ. John Richardson; 19 января 1934 — 5 января 2021) — английский актёр кино, снимавшийся в 1950-х — 1990-х годах.
Снялся в ряде фильмов итальянского производства, в частности в фильме Марио Бавы «Маска Сатаны» (1960). Наибольшую известность актёру принесло исполнение роли пещерного человека Тумака в фильме «Миллион лет до нашей эры» (1966), в котором его партнершей стала Ракель Уэлч (Лоана).
Он сыграл небольшие роли в ремейке «39 ступеней» (1959), «Ночь нежна» (1962) и «В ясный день увидишь вечность» (1970) с Барбарой Стрейзанд.
Ричардсон проходил пробы на главную роль Джеймса Бонда в фильме «На секретной службе Ее Величества», но её получил Джордж Лэзенби.

## Избранная фильмография
- 1960 — Маска Сатаны / La maschera del demonio
- 1961 — Пираты Тортуги / Pirates of Tortuga — Перси
- 1965 — Она / She
- 1966 — Миллион лет до нашей эры — Тумак
- 1970 — В ясный день увидишь вечность — Роберт Тентрис
- 1973 — Торсо — Франц
- 1975 — Утка под апельсиновым соусом
- 1981 — Убийственное безумие